# 1870 في باراغواي
فيما يلي قوائم الأحداث التي وقعت خلال عام 1870 في باراغواي.

## سياسة

### انتهاء فترة المنصب
- 1 مارس – إليزا لينش First Lady of Paraguay [الإنجليزية]‏.
- 1 مارس – فرانسيسكو سولانو لوبيز رؤساء باراغواي.

## مواليد

### يناير
- 1 يناير – يبراتو مارسيال روخاس

### مارس
- 1 يناير – يبراتو مارسيال روخاس

## وفيات

### مارس
- 1 مارس – فرانسيسكو سولانو لوبيز (مواليد 1827) سياسي باراغواياني.